# Torre di Sant’Andrea
Torre di Sant’Andrea – szczyt w Alpach Graickich, części Alp Zachodnich. Leży w północnych Włoszech w regionie Piemont. Należy do Masywu Gran Paradiso. Szczyt można zdobyć ze schroniska Rifugio Vittorio Sella (2584 m).